# Клингенберг (Саксония)
Клингенберг (нем. Klingenberg) — община в немецкой федеральной земле Саксония. Была создана 31 декабря 2012 года путём слияния общин Пречендорф и Хёкендорф.
С административной точки зрения Клингенберг подчиняется дирекционному округу Дрезден и входит в состав района Саксонская Швейцария — Восточные Рудные Горы. Совместно с общиной Хартмансдорф-Райхенау образует управление Клингенберг.
Община расположена в 20 км юго-западнее Дрездена и в 10 км западнее Диппольдисвальде и получила своё название по расположенной почти в её центре плотине Клингенберг (нем. Talsperre Klingenberg).
В состав общины входят следующие посёлки:
- Беервальде
- Борлас
- Кольмниц
- Фридерсфорф
- Хёкендорф
- Клингенберг
- Оберкуннерсдорф
- Паульсхайн
- Пречендорф
- Рётенбах
- Руппендорф

Административный центр общины расположен в Хёкендорфе.

### Известные личности
- Иоганн Самуэль Адами (Мисандер, 1638—1713) — теолог, писатель и языковед; скончался в Пречендорфе
- Иоганн Самуэль Гёбель (1762—1798) — саксонский министр финансов и историк; родился в Руппендорфе
- Вольфганг Улльманн (1929—2004) — теолог, политик, депутат Бундестага, издатель; в 1953—1964 годах священник в Кольмнице